# Candelaria de la Frontera
Candelaria de la Frontera è un comune nella parte occidentale del dipartimento di Santa Ana, in El Salvador, a 87 km dalla capitale.
Con una superficie di 91,13 km² e una popolazione di 22 686 abitanti (censimento 2007), è divisa in 11 cantones e 53 caseríos.

## Storia
Fondata nel 1882, Candelaria de la Frontera è stata elevata a città nel dicembre del 1952. Dal 2006 è sindaco Janet Rivera de Rivera (del partito ARENA).